# Roberto Vittori
Roberto Vittori (Viterbo, 15 oktober 1964) is een Italiaans ruimtevaarder van de ESA. Vittori zijn eerste ruimtevlucht was Sojoez TM-34 en vond plaats op 25 april 2002. De missie bracht een nieuwe bemanning naar het Internationaal ruimtestation ISS.
In totaal heeft Vittori drie ruimtevluchten op zijn naam staan, allemaal missies naar het Internationaal ruimtestation ISS. Hij is sinds 1998 lid van het Europees astronautenkorps.